# Флегмона новорождённых
Флегмона новорождённых — гнойное воспаление подкожно-жировой клетчатки у детей в первые недели жизни. Отличается от флегмоны у детей старшего возраста и взрослых тем, что некротические изменения (процессы альтерации) преобладают над воспалительно-экссудативными.

## Этиология и патогенез
Кожа новорожденного нежна и легко ранима. Кожа и подкожно-жировая клетчатка у новорожденного хорошо кровоснабжаются, что способствует быстрому распространению инфекции и воспаления.
Наиболее частый инфекционный возбудитель — золотистый стафилококк, либо его ассоциации с другими микробами. Часто флегмоне предшествует повреждение кожи: опрелость, другие гнойные поражения кожи и подкожной клетчатки. Помимо поврежденной кожи в качестве ворот проникновения микробов, не исключается гематогенный путь (в частности, через отмирающие пупочные сосуды).

## Клинические признаки
Заболевание чаще всего возникает на 5-8 день жизни, иногда позже. Характерна гипертермия (повышение температуры тела до 38-39 градусов Цельсия), беспокойство ребенка. Новорождённый хуже сосёт грудь.
Наиболее часто флегмона возникает на спине: в поясничной и крестцовой области, на ягодицах, в межлопаточной области (это может быть связано со сдавлением этих областей, когда ребенок длительно лежит на спине — при этом ухудшается кровоснабжение кожных покровов). Также могут поражаться передняя и боковые поверхности грудной клетки.
Общее состояние ребенка может изменяться по-разному. Наиболее часто наблюдается выраженная интоксикация (токсико-септическая форма), реже заболевание протекает подостро (простая форма).

### Местные проявления
В начальной стадии заболевания на ограниченном участке кожи появляются признаки воспалительного процесса: отек, покраснение, локальное повышение температуры, боль. Область покраснения, исходно имеющая диаметр 1,5-2 см, через 5-6 часов разрастается, может приобретать синюшный или багровый оттенок. Кожа уплотняется (образуется инфильтрат), а затем в центре пораженного участка образуется размягчение в результате некроза подкожной клетчатки, где скапливается гной. В более поздние сроки начинается некроз и отторжение некротизированных участков подкожной клетчатки, кожи и других тканей.

## Лечение
Ребенка с флегмоной необходимо госпитализировать в хирургическое отделение.
Выполняется операция — флегмону вскрывают, выполняя насечки в шахматном порядке с захватом здоровых тканей, после чего обычно накладывают повязку с гипертоническим раствором. Проводят антибактериальную терапию, восполнение потери жидкости вследствие интоксикации и гипертермии.

## Дифференциальная диагностика
Проводят дифференциальную диагностику с рожей, склеремой, адипонекрозом новорождённых, абсцессом.

## Исход и осложнения
При своевременном и правильном лечении исход благоприятен. Флегмона опасна развитием сепсиса — распространённого инфекционного процесса, часто заканчивающегося неблагоприятно.
От распространения местного воспаления возможны такие осложнения, как плеврит, перитонит, остеомиелит ребер и так далее. При развитии септического состояния возможны осложнения, не связанные пространственно с местным процессом (пневмония, отит, парентеральная диспепсия, склерема).
В качестве длительных последствий следует упомянуть возможное образование деформирующих рубцов, которые, в частности, могут служить причиной нарушения функции внешнего дыхания при локализации на грудной клетке.